# Marco (kommun)
Marco är en kommun i Brasilien.   Den ligger i delstaten Ceará, i den östra delen av landet, 1 600 km nordost om huvudstaden Brasília. Antalet invånare är 24 707.
Följande samhällen finns i Marco:
- Marco

Omgivningarna runt Marco är huvudsakligen savann. Runt Marco är det ganska tätbefolkat, med 58 invånare per kvadratkilometer.